# Elezioni comunali nel Lazio del 2021
Le elezioni comunali nel Lazio del 2021 si sono tenute il 3 e 4 ottobre (con ballottaggio il 17 e 18 ottobre).

## Riepilogo sindaci eletti
| Provincia | Comune             | Sindaco uscente | Sindaco uscente           | Sindaco eletto | Sindaco eletto             | Primo turno | Primo turno | Secondo turno | Secondo turno | Seggi   |
| Provincia | Comune             | Sindaco uscente | Sindaco uscente           | Sindaco eletto | Sindaco eletto             | Voti        | %           | Voti          | %             | Seggi   |
| --------- | ------------------ | --------------- | ------------------------- | -------------- | -------------------------- | ----------- | ----------- | ------------- | ------------- | ------- |
| Roma      | Roma               |                 | Virginia Raggi (M5S)      |                | Roberto Gualtieri (PD)     | 299.976     | 27,03       | 565.352       | 60,15         | 29 / 48 |
| Roma      | Bracciano          |                 | Armando Tondinelli (Ind.) |                | Marco Crocicchi (Ind.)     | 3.504       | 40,98       | 4.458         | 61,10         | 10 / 16 |
| Roma      | Frascati           |                 | Raffaela Moscarella       |                | Francesca Sbardella (PD)   | 4.075       | 41,92       | 4.021         | 54,03         | 10 / 16 |
| Roma      | Marino             |                 | Carlo Colizza (M5S)       |                | Stefano Cecchi (Ind.)      | 6.260       | 32,20       | 7.746         | 51,91         | 15 / 24 |
| Roma      | Mentana            |                 | Marco Benedetti (Ind.)    |                | Marco Benedetti (Ind.)     | 5.542       | 59,13       | —             | —             | 10 / 16 |
| Frosinone | Alatri             |                 | Giuseppe Morini (PD)      |                | Maurizio Cianfrocca (Ind.) | 6.885       | 43,36       | 7.794         | 57,94         | 10 / 16 |
| Frosinone | Sora               |                 | Roberto De Donatis (PD)   |                | Luca Di Stefano (Ind.)     | 5.857       | 37,44       | 7.139         | 55,60         | 10 / 16 |
| Latina    | Latina             |                 | Damiano Coletta (IiC)     |                | Damiano Coletta (IiC)      | 21.740      | 35,82       | 30.293        | 54,90         | 12 / 32 |
| Latina    | Cisterna di Latina |                 | Enza Caporale             |                | Valentino Mantini (Ind.)   | 6.788       | 37,07       | 8.243         | 55,40         | 15 / 24 |
| Latina    | Formia             |                 | Silvana Tizzano           |                | Gianluca Taddeo (Ind.)     | 7.507       | 36,62       | 7.498         | 50,13         | 15 / 24 |
| Latina    | Minturno           |                 | Gerardo Stefanelli (IV)   |                | Gerardo Stefanelli (IV)    | 7.747       | 60,68       | —             | —             | 11 / 16 |
| Latina    | Sezze              |                 | Sergio Di Raimo (PD)      |                | Luciano Lucidi (Ind.)      | 4.587       | 39,43       | 6.655         | 69,79         | 10 / 16 |

## Roma

### Roma
1. ↑  La lista include Sinistra x Roma, Articolo Uno, Sinistra Italiana, èViva, Liberare Roma, Partito Animalista Italiano e Verde è Popolare
2. ↑  La lista include Possibile, Green Italia, Volt, Radicali Italiani e Movimenta
3. ↑  La lista include anche Movimento Cantiere Italia, Democrazia del Popolo e Rivoluzione Animalista
4. ↑  La lista include Azione, Italia Viva, +Europa e Partito Repubblicano Italiano
5. ↑  Lista legata ad Alessandro Di Battista, Alessandro Bianchi e Alfonso Pecoraro Scanio
6. ↑  La lista include Rifondazione Comunista, Partito del Sud e Roma per l'Ecologia Integrale
7. ↑  La lista include anche Lista del Fronte Sovranista Italiano, Italexit e Vox Italia. Confronta con  Elezioni Roma, c'è anche il candidato sindaco antieuropeista che rivuole i sesterzi, in Roma Today.
8. ↑  Contro le indicazioni della sua componente di appartenenza L'Alternativa C'è, da cui si allontana contestualmente dopo le amministrative

### Bracciano
| Candidati                     | Candidati                  | II turno               | II turno               | I turno | I turno | Liste                         | Voti  | %     | Seggi |
| Candidati                     | Candidati                  | Voti                   | %                      | Voti    | %       | Liste                         | Voti  | %     | Seggi |
| ----------------------------- | -------------------------- | ---------------------- | ---------------------- | ------- | ------- | ----------------------------- | ----- | ----- | ----- |
|                               | Marco Crocicchi ✔️ Sindaco | 4 458                  | 61,10                  | 3 504   | 40,98   | Una Costituente per Bracciano | 2 192 | 27,39 | 7     |
| Bracciano ora cambia          | Marco Crocicchi ✔️ Sindaco | 4 458                  | 61,10                  | 3 504   | 40,98   | 1 002                         | 12,52 | 3     |       |
|                               | Armando Tondinelli         | 2 838                  | 38,90                  | 2 334   | 27,30   | Tondinelli sindaco            | 848   | 10,59 | 1     |
| Fratelli d'Italia             | Armando Tondinelli         | 2 838                  | 38,90                  | 2 334   | 27,30   | 557                           | 6,96  | 1     |       |
| Lega per Salvini Premier      | Armando Tondinelli         | 2 838                  | 38,90                  | 2 334   | 27,30   | 427                           | 5,33  | –     |       |
| Forza Italia                  | Armando Tondinelli         | 2 838                  | 38,90                  | 2 334   | 27,30   | 374                           | 4,67  | –     |       |
| Seggio di coalizione          | Seggio di coalizione       | Seggio di coalizione   | 38,90                  | 2 334   | 27,30   | 1                             |       |       |       |
|                               | Angelo Alberto Bergodi     | Angelo Alberto Bergodi | Angelo Alberto Bergodi | 1 790   | 20,94   | Un passo avanti per Bracciano | 1 298 | 16,22 | 2     |
| Rivalutiamo Bracciano         | Angelo Alberto Bergodi     | Angelo Alberto Bergodi | Angelo Alberto Bergodi | 1 790   | 20,94   | 397                           | 4,96  | –     |       |
| Seggio di coalizione          | Seggio di coalizione       | Seggio di coalizione   | Angelo Alberto Bergodi | 1 790   | 20,94   | 1                             |       |       |       |
|                               | Antonio Spica              | Antonio Spica          | Antonio Spica          | 548     | 6,41    | Siamo Bracciano               | 544   | 6,80  | –     |
|                               | Renato Cozzella            | Renato Cozzella        | Renato Cozzella        | 374     | 4,37    | Movimento 5 Stelle            | 365   | 4,56  | –     |
| Totale                        | Totale                     | 7 296                  | 100                    | 8 550   | 100     |                               | 8 004 | 100   | 16    |
|                               |                            |                        |                        |         |         |                               |       |       |       |
| Schede bianche                | Schede bianche             | 42                     | 0,56                   | 46      | 0,52    |                               |       |       |       |
| Schede nulle                  | Schede nulle               | 140                    | 1,87                   | 240     | 2,72    |                               |       |       |       |
| Votanti                       | Votanti                    | 7 478                  | 49,97                  | 8 836   | 59,05   |                               |       |       |       |
| Elettori                      | Elettori                   | 14 964                 |                        | 14 964  |         |                               |       |       |       |
|                               |                            |                        |                        |         |         |                               |       |       |       |
| Fonte: Ministero dell'interno |                            |                        |                        |         |         |                               |       |       |       |

### Frascati
| Candidati                           | Candidati                      | II turno             | II turno          | I turno | I turno | Liste               | Voti  | %     | Seggi |
| Candidati                           | Candidati                      | Voti                 | %                 | Voti    | %       | Liste               | Voti  | %     | Seggi |
| ----------------------------------- | ------------------------------ | -------------------- | ----------------- | ------- | ------- | ------------------- | ----- | ----- | ----- |
|                                     | Francesca Sbardella ✔️ Sindaco | 4 021                | 54,03             | 4 075   | 41,92   | Partito Democratico | 1 602 | 17,18 | 5     |
| Frascati che verrà                  | Francesca Sbardella ✔️ Sindaco | 4 021                | 54,03             | 4 075   | 41,92   | 721                 | 7,73  | 2     |       |
| Frascati progressista               | Francesca Sbardella ✔️ Sindaco | 4 021                | 54,03             | 4 075   | 41,92   | 492                 | 5,28  | 1     |       |
| Rigenerazione Frascati              | Francesca Sbardella ✔️ Sindaco | 4 021                | 54,03             | 4 075   | 41,92   | 314                 | 3,37  | 1     |       |
| Per cambiare Frascati per Francesca | Francesca Sbardella ✔️ Sindaco | 4 021                | 54,03             | 4 075   | 41,92   | 309                 | 3,31  | 1     |       |
| Prima Frascati                      | Francesca Sbardella ✔️ Sindaco | 4 021                | 54,03             | 4 075   | 41,92   | 279                 | 2,99  | –     |       |
| Articolo Uno                        | Francesca Sbardella ✔️ Sindaco | 4 021                | 54,03             | 4 075   | 41,92   | 221                 | 2,37  | –     |       |
|                                     | Roberto Mastrosanti            | 3 421                | 45,97             | 2 734   | 28,13   | Mastrosanti sindaco | 819   | 8,78  | 1     |
| Frascati verde                      | Roberto Mastrosanti            | 3 421                | 45,97             | 2 734   | 28,13   | 779                 | 8,35  | 1     |       |
| Frascati nostra                     | Roberto Mastrosanti            | 3 421                | 45,97             | 2 734   | 28,13   | 434                 | 4,65  | –     |       |
| Rinnovamento civico per Frascati    | Roberto Mastrosanti            | 3 421                | 45,97             | 2 734   | 28,13   | 348                 | 3,73  | –     |       |
| Noi per Frascati                    | Roberto Mastrosanti            | 3 421                | 45,97             | 2 734   | 28,13   | 241                 | 2,58  | –     |       |
| Seggio di coalizione                | Seggio di coalizione           | Seggio di coalizione | 45,97             | 2 734   | 28,13   | 1                   |       |       |       |
|                                     | Maria Bruni                    | Maria Bruni          | Maria Bruni       | 1 860   | 19,14   | Fratelli d'Italia   | 733   | 7,86  | 1     |
| I love Frascati                     | Maria Bruni                    | Maria Bruni          | Maria Bruni       | 1 860   | 19,14   | 365                 | 3,91  | –     |       |
| Lega per Salvini Premier            | Maria Bruni                    | Maria Bruni          | Maria Bruni       | 1 860   | 19,14   | 363                 | 3,89  | –     |       |
| Lista civica Frascati               | Maria Bruni                    | Maria Bruni          | Maria Bruni       | 1 860   | 19,14   | 188                 | 2,02  | –     |       |
| Forza Italia-Unione di Centro       | Maria Bruni                    | Maria Bruni          | Maria Bruni       | 1 860   | 19,14   | 142                 | 1,52  | –     |       |
| Seggio di coalizione                | Seggio di coalizione           | Seggio di coalizione | Maria Bruni       | 1 860   | 19,14   | 1                   |       |       |       |
|                                     | Anna Delle Chiaie              | Anna Delle Chiaie    | Anna Delle Chiaie | 1 051   | 10,81   | Frascati futura     | 766   | 8,22  | –     |
| Prima i giovani                     | Anna Delle Chiaie              | Anna Delle Chiaie    | Anna Delle Chiaie | 1 051   | 10,81   | 208                 | 2,23  | –     |       |
| Seggio di coalizione                | Seggio di coalizione           | Seggio di coalizione | Anna Delle Chiaie | 1 051   | 10,81   | 1                   |       |       |       |
| Totale                              | Totale                         | 7 442                | 100               | 9 720   | 100     |                     | 9 324 | 100   | 16    |
|                                     |                                |                      |                   |         |         |                     |       |       |       |
| Schede bianche                      | Schede bianche                 | 193                  | 2,51              | 482     | 4,70    |                     |       |       |       |
| Schede nulle                        | Schede nulle                   | 41                   | 0,53              | 64      | 0,62    |                     |       |       |       |
| Votanti                             | Votanti                        | 7 676                | 41,33             | 10 266  | 55,28   |                     |       |       |       |
| Elettori                            | Elettori                       | 18 572               |                   | 18 572  |         |                     |       |       |       |
|                                     |                                |                      |                   |         |         |                     |       |       |       |
| Fonte: Ministero dell'interno       |                                |                      |                   |         |         |                     |       |       |       |

### Marino
| Candidati                                 | Candidati                 | II turno             | II turno             | I turno | I turno | Liste                      | Voti   | %     | Seggi |
| Candidati                                 | Candidati                 | Voti                 | %                    | Voti    | %       | Liste                      | Voti   | %     | Seggi |
| ----------------------------------------- | ------------------------- | -------------------- | -------------------- | ------- | ------- | -------------------------- | ------ | ----- | ----- |
|                                           | Stefano Cecchi ✔️ Sindaco | 7 746                | 51,91                | 6 260   | 32,20   | Movimento cittadino        | 1 991  | 10,71 | 6     |
| Lega per Salvini Premier                  | Stefano Cecchi ✔️ Sindaco | 7 746                | 51,91                | 6 260   | 32,20   | 1 599                      | 8,60   | 4     |       |
| Cittadini di Marino                       | Stefano Cecchi ✔️ Sindaco | 7 746                | 51,91                | 6 260   | 32,20   | 960                        | 5,17   | 2     |       |
| Costruiamo il decentramento               | Stefano Cecchi ✔️ Sindaco | 7 746                | 51,91                | 6 260   | 32,20   | 496                        | 2,67   | 1     |       |
| Laboratorio rinascita                     | Stefano Cecchi ✔️ Sindaco | 7 746                | 51,91                | 6 260   | 32,20   | 474                        | 2,55   | 1     |       |
| Forza Italia                              | Stefano Cecchi ✔️ Sindaco | 7 746                | 51,91                | 6 260   | 32,20   | 333                        | 1,79   | 1     |       |
| Europa in comune                          | Stefano Cecchi ✔️ Sindaco | 7 746                | 51,91                | 6 260   | 32,20   | 137                        | 0,74   | –     |       |
| Emergenza ambiente Santa Maria delle Mole | Stefano Cecchi ✔️ Sindaco | 7 746                | 51,91                | 6 260   | 32,20   | 127                        | 0,68   | –     |       |
|                                           | Carlo Colizza             | 7 176                | 48,09                | 4 971   | 25,57   | Movimento 5 Stelle         | 2 102  | 11,31 | 2     |
| Con te per Marino                         | Carlo Colizza             | 7 176                | 48,09                | 4 971   | 25,57   | 1 277                      | 6,87   | 1     |       |
| Energie Positive                          | Carlo Colizza             | 7 176                | 48,09                | 4 971   | 25,57   | 691                        | 3,72   | –     |       |
| Marino Verde e Solidale                   | Carlo Colizza             | 7 176                | 48,09                | 4 971   | 25,57   | 277                        | 1,49   | –     |       |
| Seggio di coalizione                      | Seggio di coalizione      | Seggio di coalizione | 48,09                | 4 971   | 25,57   | 1                          |        |       |       |
|                                           | Gianfranco Venanzoni      | Gianfranco Venanzoni | Gianfranco Venanzoni | 4 239   | 21,81   | Partito Democratico        | 1 526  | 8,21  | 1     |
| Il centro per Marino                      | Gianfranco Venanzoni      | Gianfranco Venanzoni | Gianfranco Venanzoni | 4 239   | 21,81   | 1 144                      | 6,16   | 1     |       |
| La scelta concreta                        | Gianfranco Venanzoni      | Gianfranco Venanzoni | Gianfranco Venanzoni | 4 239   | 21,81   | 953                        | 5,13   | –     |       |
| Partito Socialista Italiano               | Gianfranco Venanzoni      | Gianfranco Venanzoni | Gianfranco Venanzoni | 4 239   | 21,81   | 285                        | 1,53   | –     |       |
| Centro-sinistra Enrico Iozzi              | Gianfranco Venanzoni      | Gianfranco Venanzoni | Gianfranco Venanzoni | 4 239   | 21,81   | 255                        | 1,37   | –     |       |
| Seggio di coalizione                      | Seggio di coalizione      | Seggio di coalizione | Gianfranco Venanzoni | 4 239   | 21,81   | 1                          |        |       |       |
|                                           | Fabrizio De Santis        | Fabrizio De Santis   | Fabrizio De Santis   | 3 079   | 15,84   | Fratelli d'Italia          | 1 376  | 7,40  | 1     |
| Città di Marino                           | Fabrizio De Santis        | Fabrizio De Santis   | Fabrizio De Santis   | 3 079   | 15,84   | 492                        | 2,65   | –     |       |
| Rinascimento-Cambiamo!                    | Fabrizio De Santis        | Fabrizio De Santis   | Fabrizio De Santis   | 3 079   | 15,84   | 464                        | 2,50   | –     |       |
| Uniti si fa                               | Fabrizio De Santis        | Fabrizio De Santis   | Fabrizio De Santis   | 3 079   | 15,84   | 282                        | 1,52   | –     |       |
| Marino giovane                            | Fabrizio De Santis        | Fabrizio De Santis   | Fabrizio De Santis   | 3 079   | 15,84   | 212                        | 1,14   | –     |       |
| Seggio di coalizione                      | Seggio di coalizione      | Seggio di coalizione | Fabrizio De Santis   | 3 079   | 15,84   | 1                          |        |       |       |
|                                           | Fabio Martella            | Fabio Martella       | Fabio Martella       | 647     | 3,33    | Noi Marino                 | 263    | 1,42  | –     |
| Dignità popolo libertà                    | Fabio Martella            | Fabio Martella       | Fabio Martella       | 647     | 3,33    | 192                        | 1,03   | –     |       |
|                                           | Stefano Enderle           | Stefano Enderle      | Stefano Enderle      | 242     | 1,24    | Partito Comunista Italiano | 215    | 1,16  | –     |
| Totale                                    | Totale                    | 14 922               | 100                  | 19 438  | 100     |                            | 18 585 | 100   | 24    |
|                                           |                           |                      |                      |         |         |                            |        |       |       |
| Schede bianche                            | Schede bianche            | 64                   | 0,42                 | 92      | 0,46    |                            |        |       |       |
| Schede nulle                              | Schede nulle              | 201                  | 1,32                 | 483     | 2,41    |                            |        |       |       |
| Votanti                                   | Votanti                   | 15 187               | 41,97                | 20 013  | 55,30   |                            |        |       |       |
| Elettori                                  | Elettori                  | 36 187               |                      | 36 187  |         |                            |        |       |       |
|                                           |                           |                      |                      |         |         |                            |        |       |       |
| Fonte: Ministero dell'interno             |                           |                      |                      |         |         |                            |        |       |       |

1. ↑  Include candidati di Articolo Uno

### Mentana
|                               | Marco Benedetti ✔️ Sindaco | 5 542                | 59,13 | Mentana nostra           | 1 830 | 20,44 | 5  |  |  |
| Uniti per Mentana             | Marco Benedetti ✔️ Sindaco | 5 542                | 59,13 | 1 733                    | 19,35 | 5     |    |  |  |
| Rete Democratica Mentana      | Marco Benedetti ✔️ Sindaco | 5 542                | 59,13 | 897                      | 10,02 | 2     |    |  |  |
| Ama Mentana                   | Marco Benedetti ✔️ Sindaco | 5 542                | 59,13 | 540                      | 6,03  | 1     |    |  |  |
| Democrazia Solidale           | Marco Benedetti ✔️ Sindaco | 5 542                | 59,13 | 263                      | 2,94  | –     |    |  |  |
|                               | Marco Cecilio Lodi         | 2 272                | 24,24 | Lega per Salvini Premier | 770   | 8,60  | 2  |  |  |
| Fratelli d'Italia             | Marco Cecilio Lodi         | 2 272                | 24,24 | 631                      | 7,05  | 1     |    |  |  |
| Forza Italia                  | Marco Cecilio Lodi         | 2 272                | 24,24 | 313                      | 3,50  | –     |    |  |  |
| Cambiamo!                     | Marco Cecilio Lodi         | 2 272                | 24,24 | 243                      | 2,71  | –     |    |  |  |
| Impegno                       | Marco Cecilio Lodi         | 2 272                | 24,24 | 212                      | 2,37  | –     |    |  |  |
| Insieme per Castelchiodato    | Marco Cecilio Lodi         | 2 272                | 24,24 | 75                       | 0,84  | –     |    |  |  |
| Seggio di coalizione          | Seggio di coalizione       | Seggio di coalizione | 24,24 | 1                        |       |       |    |  |  |
|                               | Viviana Carbonari          | 786                  | 8,39  | Movimento 5 Stelle       | 597   | 6,67  | –  |  |  |
| Con te per Mentana            | Viviana Carbonari          | 786                  | 8,39  | 141                      | 1,57  | –     |    |  |  |
| Seggio di coalizione          | Seggio di coalizione       | Seggio di coalizione | 8,39  | 1                        |       |       |    |  |  |
|                               | Arianna Plebani            | 772                  | 8,24  | Civica Arianna Plebani   | 355   | 3,96  | –  |  |  |
| Mentana nel cuore             | Arianna Plebani            | 772                  | 8,24  | 219                      | 2,45  | –     |    |  |  |
| Mentana visione futura        | Arianna Plebani            | 772                  | 8,24  | 136                      | 1,52  | –     |    |  |  |
| Seggio di coalizione          | Seggio di coalizione       | Seggio di coalizione | 8,24  | 1                        |       |       |    |  |  |
| Totale                        | Totale                     | 9 372                | 100   |                          | 8 955 | 100   | 16 |  |  |
|                               |                            |                      |       |                          |       |       |    |  |  |
| Schede bianche                | Schede bianche             | 39                   | 0,40  |                          |       |       |    |  |  |
| Schede nulle                  | Schede nulle               | 250                  | 2,59  |                          |       |       |    |  |  |
| Votanti                       | Votanti                    | 9 661                | 56,83 |                          |       |       |    |  |  |
| Elettori                      | Elettori                   | 16 999               |       |                          |       |       |    |  |  |
|                               |                            |                      |       |                          |       |       |    |  |  |
| Fonte: Ministero dell'interno |                            |                      |       |                          |       |       |    |  |  |

## Frosinone

### Alatri
| Candidati                     | Candidati                      | II turno             | II turno       | I turno | I turno | Liste                       | Voti   | %     | Seggi |
| Candidati                     | Candidati                      | Voti                 | %              | Voti    | %       | Liste                       | Voti   | %     | Seggi |
| ----------------------------- | ------------------------------ | -------------------- | -------------- | ------- | ------- | --------------------------- | ------ | ----- | ----- |
|                               | Maurizio Cianfrocca ✔️ Sindaco | 7 794                | 57,94          | 6 885   | 43,36   | Lega per Salvini Premier    | 1 912  | 12,57 | 3     |
| Fratelli d'Italia             | Maurizio Cianfrocca ✔️ Sindaco | 7 794                | 57,94          | 6 885   | 43,36   | 1 395                       | 9,17   | 2     |       |
| Alatri comunità               | Maurizio Cianfrocca ✔️ Sindaco | 7 794                | 57,94          | 6 885   | 43,36   | 1 230                       | 8,08   | 2     |       |
| Alatri Bene Comune            | Maurizio Cianfrocca ✔️ Sindaco | 7 794                | 57,94          | 6 885   | 43,36   | 1 032                       | 6,78   | 2     |       |
| Forza Italia                  | Maurizio Cianfrocca ✔️ Sindaco | 7 794                | 57,94          | 6 885   | 43,36   | 656                         | 4,31   | 1     |       |
| Patto civico                  | Maurizio Cianfrocca ✔️ Sindaco | 7 794                | 57,94          | 6 885   | 43,36   | 231                         | 1,52   | –     |       |
|                               | Enrico Pavia                   | 5 657                | 42,06          | 4 629   | 29,15   | Patto per Alatri            | 1 447  | 9,51  | 1     |
| Noi per Alatri                | Enrico Pavia                   | 5 657                | 42,06          | 4 629   | 29,15   | 1 194                       | 7,85   | 1     |       |
| Alatri in Comune              | Enrico Pavia                   | 5 657                | 42,06          | 4 629   | 29,15   | 989                         | 6,50   | 1     |       |
| Prospettiva futura            | Enrico Pavia                   | 5 657                | 42,06          | 4 629   | 29,15   | 463                         | 3,04   | –     |       |
| Uniti per cambiare            | Enrico Pavia                   | 5 657                | 42,06          | 4 629   | 29,15   | 426                         | 2,80   | –     |       |
| Seggio di coalizione          | Seggio di coalizione           | Seggio di coalizione | 42,06          | 4 629   | 29,15   | 1                           |        |       |       |
|                               | Fabio Di Fabio                 | Fabio Di Fabio       | Fabio Di Fabio | 2 913   | 18,35   | Partito Democratico         | 1 162  | 7,64  | 1     |
| Alatri unita                  | Fabio Di Fabio                 | Fabio Di Fabio       | Fabio Di Fabio | 2 913   | 18,35   | 915                         | 6,01   | –     |       |
| Alatri nel cuore              | Fabio Di Fabio                 | Fabio Di Fabio       | Fabio Di Fabio | 2 913   | 18,35   | 572                         | 3,76   | –     |       |
| Liberamente Alatri            | Fabio Di Fabio                 | Fabio Di Fabio       | Fabio Di Fabio | 2 913   | 18,35   | 242                         | 1,59   | –     |       |
| Alleanza per Alatri           | Fabio Di Fabio                 | Fabio Di Fabio       | Fabio Di Fabio | 2 913   | 18,35   | 123                         | 0,81   | –     |       |
| Seggio di coalizione          | Seggio di coalizione           | Seggio di coalizione | Fabio Di Fabio | 2 913   | 18,35   | 1                           |        |       |       |
|                               | Roberto Gizzi                  | Roberto Gizzi        | Roberto Gizzi  | 902     | 5,68    | Partito Socialista Italiano | 319    | 2,10  | –     |
| Obiettivo civico per Alatri   | Roberto Gizzi                  | Roberto Gizzi        | Roberto Gizzi  | 902     | 5,68    | 287                         | 1,89   | –     |       |
| Alternativa ciociara          | Roberto Gizzi                  | Roberto Gizzi        | Roberto Gizzi  | 902     | 5,68    | 165                         | 1,08   | –     |       |
| Seggio di coalizione          | Seggio di coalizione           | Seggio di coalizione | Roberto Gizzi  | 902     | 5,68    | 1                           |        |       |       |
|                               | Luciano Maggi                  | Luciano Maggi        | Luciano Maggi  | 549     | 3,46    | Lazio unica                 | 454    | 2,98  | –     |
| Totale                        | Totale                         | 13 451               | 100            | 15 878  | 100     |                             | 15 214 | 100   | 16    |
|                               |                                |                      |                |         |         |                             |        |       |       |
| Schede bianche                | Schede bianche                 | 112                  | 0,81           | 112     | 0,68    |                             |        |       |       |
| Votanti                       | Votanti                        | 13 816               | 59,52          | 16 500  | 71,08   |                             |        |       |       |
| Elettori                      | Elettori                       | 23 212               |                | 23 212  |         |                             |        |       |       |
|                               |                                |                      |                |         |         |                             |        |       |       |
| Fonte: Ministero dell'interno |                                |                      |                |         |         |                             |        |       |       |

### Sora
| Candidati                              | Candidati                  | II turno             | II turno           | I turno | I turno | Liste                        | Voti   | %    | Seggi |
| Candidati                              | Candidati                  | Voti                 | %                  | Voti    | %       | Liste                        | Voti   | %    | Seggi |
| -------------------------------------- | -------------------------- | -------------------- | ------------------ | ------- | ------- | ---------------------------- | ------ | ---- | ----- |
|                                        | Luca Di Stefano ✔️ Sindaco | 7 139                | 55,60              | 5 857   | 37,44   | Con Luca Di Stefano per Sora | 1 443  | 9,69 | 2     |
| Il grande faro                         | Luca Di Stefano ✔️ Sindaco | 7 139                | 55,60              | 5 857   | 37,44   | 1 240                        | 8,33   | 2    |       |
| Il centro                              | Luca Di Stefano ✔️ Sindaco | 7 139                | 55,60              | 5 857   | 37,44   | 1 186                        | 7,97   | 2    |       |
| Sora Democratica                       | Luca Di Stefano ✔️ Sindaco | 7 139                | 55,60              | 5 857   | 37,44   | 996                          | 6,69   | 2    |       |
| Adesso tocca a noi                     | Luca Di Stefano ✔️ Sindaco | 7 139                | 55,60              | 5 857   | 37,44   | 686                          | 4,61   | 1    |       |
| Stefano Lucarelli per Sora             | Luca Di Stefano ✔️ Sindaco | 7 139                | 55,60              | 5 857   | 37,44   | 594                          | 3,99   | 1    |       |
|                                        | Eugenia Tersigni           | 5 702                | 44,40              | 4 392   | 28,08   | Città progresso              | 1 010  | 6,78 | 1     |
| Sora civica                            | Eugenia Tersigni           | 5 702                | 44,40              | 4 392   | 28,08   | 1 000                        | 6,72   | 1    |       |
| Risaniamo Sora                         | Eugenia Tersigni           | 5 702                | 44,40              | 4 392   | 28,08   | 697                          | 4,68   | –    |       |
| Patto sociale                          | Eugenia Tersigni           | 5 702                | 44,40              | 4 392   | 28,08   | 652                          | 4,38   | –    |       |
| Noi con Eugenia Tersigni               | Eugenia Tersigni           | 5 702                | 44,40              | 4 392   | 28,08   | 598                          | 4,02   | –    |       |
| Seggio di coalizione                   | Seggio di coalizione       | Seggio di coalizione | 44,40              | 4 392   | 28,08   | 1                            |        |      |       |
|                                        | Federico Altobelli         | Federico Altobelli   | Federico Altobelli | 3 599   | 23,01   | Lega per Salvini Premier     | 1 218  | 8,18 | 1     |
| Unione di Centro                       | Federico Altobelli         | Federico Altobelli   | Federico Altobelli | 3 599   | 23,01   | 796                          | 5,35   | 1    |       |
| Fratelli d'Italia                      | Federico Altobelli         | Federico Altobelli   | Federico Altobelli | 3 599   | 23,01   | 791                          | 5,31   | –    |       |
| Forza Italia                           | Federico Altobelli         | Federico Altobelli   | Federico Altobelli | 3 599   | 23,01   | 355                          | 2,38   | –    |       |
| Cambiamo!                              | Federico Altobelli         | Federico Altobelli   | Federico Altobelli | 3 599   | 23,01   | 222                          | 1,49   | –    |       |
| Seggio di coalizione                   | Seggio di coalizione       | Seggio di coalizione | Federico Altobelli | 3 599   | 23,01   | 1                            |        |      |       |
|                                        | Roberto De Donatis         | Roberto De Donatis   | Roberto De Donatis | 944     | 6,03    | Patto Democratico per Sora   | 465    | 3,12 | –     |
| Sora territorio innovazione tradizione | Roberto De Donatis         | Roberto De Donatis   | Roberto De Donatis | 944     | 6,03    | 304                          | 2,04   | –    |       |
|                                        | Valeria Di Folco           | Valeria Di Folco     | Valeria Di Folco   | 851     | 5,44    | Movimento 5 Stelle           | 636    | 4,27 | –     |
| Totale                                 | Totale                     | 12 841               | 100                | 15 643  | 100     |                              | 14 889 | 100  | 16    |
|                                        |                            |                      |                    |         |         |                              |        |      |       |
| Voti non validi                        | Voti non validi            | 451                  | 3,39               | 500     | 3,10    |                              |        |      |       |
| Schede nulle                           | Schede nulle               | 90                   | 0,68               | 66      | 0,41    |                              |        |      |       |
| Votanti                                | Votanti                    | 13 292               | 55,25              | 16 143  | 67,10   |                              |        |      |       |
| Elettori                               | Elettori                   | 24 057               |                    | 24 057  |         |                              |        |      |       |
|                                        |                            |                      |                    |         |         |                              |        |      |       |
| Fonte: Ministero dell'interno          |                            |                      |                    |         |         |                              |        |      |       |

## Latina

### Latina
Il TAR del Lazio, pronunciandosi sul ricorso R.G. 800/21, ha annullato i verbali di proclamazione del Sindaco e del Consiglio Comunale ed ha, contestualmente, disposto il ritorno alle urne in ventidue sezioni elettorali; in tali sezioni, le operazioni elettorali sono state ripetute il 4 settembre 2022.
| Candidati                     | Candidati                  | II turno                 | II turno                 | I turno | I turno | Liste                      | Voti   | %     | Seggi |
| Candidati                     | Candidati                  | Voti                     | %                        | Voti    | %       | Liste                      | Voti   | %     | Seggi |
| ----------------------------- | -------------------------- | ------------------------ | ------------------------ | ------- | ------- | -------------------------- | ------ | ----- | ----- |
|                               | Damiano Coletta ✔️ Sindaco | 30 293                   | 54,90                    | 22 469  | 35,66   | Latina Bene Comune         | 7 369  | 12,37 | 4     |
| Partito Democratico           | Damiano Coletta ✔️ Sindaco | 30 293                   | 54,90                    | 22 469  | 35,66   | 6 867                      | 11,53  | 4     |       |
| Per Latina 2032               | Damiano Coletta ✔️ Sindaco | 30 293                   | 54,90                    | 22 469  | 35,66   | 3 682                      | 6,18   | 2     |       |
| Rigurda Latina                | Damiano Coletta ✔️ Sindaco | 30 293                   | 54,90                    | 22 469  | 35,66   | 1 654                      | 2,78   | 1     |       |
|                               | Vincenzo Zaccheo           | 24 888                   | 45,10                    | 30 433  | 48,30   | Fratelli d'Italia          | 8 899  | 14,94 | 6     |
| Lega per Salvini Premier      | Vincenzo Zaccheo           | 24 888                   | 45,10                    | 30 433  | 48,30   | 8 351                      | 14,02  | 5     |       |
| Latina nel cuore              | Vincenzo Zaccheo           | 24 888                   | 45,10                    | 30 433  | 48,30   | 5 815                      | 9,76   | 4     |       |
| Forza Italia                  | Vincenzo Zaccheo           | 24 888                   | 45,10                    | 30 433  | 48,30   | 5 670                      | 9,52   | 3     |       |
| Unione di Centro              | Vincenzo Zaccheo           | 24 888                   | 45,10                    | 30 433  | 48,30   | 1 322                      | 2,22   | –     |       |
| Vola Latina                   | Vincenzo Zaccheo           | 24 888                   | 45,10                    | 30 433  | 48,30   | 926                        | 1,55   | –     |       |
| Cambiamo!                     | Vincenzo Zaccheo           | 24 888                   | 45,10                    | 30 433  | 48,30   | 669                        | 1,12   | –     |       |
| Seggio di coalizione          | Seggio di coalizione       | Seggio di coalizione     | 45,10                    | 30 433  | 48,30   | 1                          |        |       |       |
|                               | Annalisa Muzio             | Annalisa Muzio           | Annalisa Muzio           | 3 219   | 5,11    | Fare Latina                | 2 223  | 3,73  | –     |
| Partito Liberale Europeo      | Annalisa Muzio             | Annalisa Muzio           | Annalisa Muzio           | 3 219   | 5,11    | 253                        | 0,42   | –     |       |
| Seggio di coalizione          | Seggio di coalizione       | Seggio di coalizione     | Annalisa Muzio           | 3 219   | 5,11    | 1                          |        |       |       |
|                               | Antonio Bottoni            | Antonio Bottoni          | Antonio Bottoni          | 2 096   | 3,33    | Siamo Latina               | 780    | 1,31  | –     |
| Fiamma Tricolore              | Antonio Bottoni            | Antonio Bottoni          | Antonio Bottoni          | 2 096   | 3,33    | 471                        | 0,79   | –     |       |
| Legalità e sicurezza          | Antonio Bottoni            | Antonio Bottoni          | Antonio Bottoni          | 2 096   | 3,33    | 252                        | 0,42   | –     |       |
|                               | Gianluca Bono              | Gianluca Bono            | Gianluca Bono            | 2 069   | 3,28    | Movimento 5 Stelle (A)     | 1 954  | 3,28  | –     |
| Seggio di coalizione          | Seggio di coalizione       | Seggio di coalizione     | Gianluca Bono            | 2 069   | 3,28    | 1                          |        |       |       |
|                               | Nicoletta Zuliani          | Nicoletta Zuliani        | Nicoletta Zuliani        | 1 994   | 3,16    | Nicoletta Zuliani Sindaco  | 1 738  | 2,92  | –     |
|                               | Sergio Sciaudone           | Sergio Sciaudone         | Sergio Sciaudone         | 414     | 0,66    | Solidarietà sociale        | 354    | 0,59  | –     |
|                               | Andrea Ambrosetti          | Andrea Ambrosetti        | Andrea Ambrosetti        | 224     | 0,36    | Partito Comunista Italiano | 210    | 0,35  | –     |
|                               | Giuseppe Antonio Mancino   | Giuseppe Antonio Mancino | Giuseppe Antonio Mancino | 94      | 0,15    | Sinistra Italiana          | 97     | 0,16  | –     |
| Totale                        | Totale                     | 55 181                   | 100                      | 63 012  | 100     |                            | 59 566 | 100   | 32    |
|                               |                            |                          |                          |         |         |                            |        |       |       |
| Voti non validi               | Voti non validi            | 1 124                    | 2,00                     | 2 338   | 3,58    |                            |        |       |       |
| Schede nulle                  | Schede nulle               | 237                      | 0,42                     | 291     | 0,45    |                            |        |       |       |
| Votanti                       | Votanti                    | 56 305                   | 52,72                    | 65 350  | 61,18   |                            |        |       |       |
| Elettori                      | Elettori                   | 106 808                  |                          | 106 808 |         |                            |        |       |       |
|                               |                            |                          |                          |         |         |                            |        |       |       |
| Fonte: Ministero dell'interno |                            |                          |                          |         |         |                            |        |       |       |

1. ↑  Include candidati del Partito Socialista Italiano
2. ↑  Include candidati di Articolo Uno
3. ↑  Include candidati di Azione e +Europa

### Cisterna di Latina
| Candidati                     | Candidati                    | II turno             | II turno           | I turno | I turno | Liste                    | Voti   | %     | Seggi |
| Candidati                     | Candidati                    | Voti                 | %                  | Voti    | %       | Liste                    | Voti   | %     | Seggi |
| ----------------------------- | ---------------------------- | -------------------- | ------------------ | ------- | ------- | ------------------------ | ------ | ----- | ----- |
|                               | Valentino Mantini ✔️ Sindaco | 8 243                | 55,40              | 6 788   | 37,07   | Conosco Cisterna         | 1 715  | 9,83  | 5     |
| Partito Democratico           | Valentino Mantini ✔️ Sindaco | 8 243                | 55,40              | 6 788   | 37,07   | 1 169                    | 6,70   | 3     |       |
| Sempre Cisterna               | Valentino Mantini ✔️ Sindaco | 8 243                | 55,40              | 6 788   | 37,07   | 1 059                    | 6,07   | 3     |       |
| Movimento 5 Stelle            | Valentino Mantini ✔️ Sindaco | 8 243                | 55,40              | 6 788   | 37,07   | 946                      | 5,42   | 2     |       |
| Lista Innamorato Melchionna   | Valentino Mantini ✔️ Sindaco | 8 243                | 55,40              | 6 788   | 37,07   | 881                      | 5,05   | 2     |       |
| Partito Socialista Italiano   | Valentino Mantini ✔️ Sindaco | 8 243                | 55,40              | 6 788   | 37,07   | 214                      | 1,23   | –     |       |
|                               | Antonello Merolla            | 6 636                | 44,60              | 6 567   | 35,87   | Fratelli d'Italia        | 2 461  | 14,11 | 3     |
| Cisterna città                | Antonello Merolla            | 6 636                | 44,60              | 6 567   | 35,87   | 1 283                    | 7,36   | 1     |       |
| Forza Italia                  | Antonello Merolla            | 6 636                | 44,60              | 6 567   | 35,87   | 1 071                    | 6,14   | 1     |       |
| Viviamo Cisterna              | Antonello Merolla            | 6 636                | 44,60              | 6 567   | 35,87   | 798                      | 4,58   | –     |       |
| Unione di Centro              | Antonello Merolla            | 6 636                | 44,60              | 6 567   | 35,87   | 674                      | 3,87   | –     |       |
| Cisterna comune               | Antonello Merolla            | 6 636                | 44,60              | 6 567   | 35,87   | 515                      | 2,95   | –     |       |
| Seggio di coalizione          | Seggio di coalizione         | Seggio di coalizione | 44,60              | 6 567   | 35,87   | 1                        |        |       |       |
|                               | Pier Luigi Di Cori           | Pier Luigi Di Cori   | Pier Luigi Di Cori | 3 985   | 21,76   | Lega per Salvini Premier | 1 862  | 10,68 | 1     |
| Prima Cisterna                | Pier Luigi Di Cori           | Pier Luigi Di Cori   | Pier Luigi Di Cori | 3 985   | 21,76   | 1 268                    | 7,27   | 1     |       |
| Cambiamo!                     | Pier Luigi Di Cori           | Pier Luigi Di Cori   | Pier Luigi Di Cori | 3 985   | 21,76   | 382                      | 2,19   | –     |       |
| Cisterna e basta              | Pier Luigi Di Cori           | Pier Luigi Di Cori   | Pier Luigi Di Cori | 3 985   | 21,76   | 189                      | 1,08   | –     |       |
| Partito Liberale Europeo      | Pier Luigi Di Cori           | Pier Luigi Di Cori   | Pier Luigi Di Cori | 3 985   | 21,76   | 94                       | 0,54   | –     |       |
| Seggio di coalizione          | Seggio di coalizione         | Seggio di coalizione | Pier Luigi Di Cori | 3 985   | 21,76   | 1                        |        |       |       |
|                               | Angela Coluzzi               | Angela Coluzzi       | Angela Coluzzi     | 606     | 3,31    | Angela Coluzzi sindaco   | 553    | 3,17  | –     |
|                               | Laureta Jaku                 | Laureta Jaku         | Laureta Jaku       | 364     | 1,99    | Uniti per Cisterna       | 304    | 1,74  | –     |
| Totale                        | Totale                       | 14 879               | 100                | 18 310  | 100     |                          | 17 438 | 100   | 24    |
|                               |                              |                      |                    |         |         |                          |        |       |       |
| Voti non validi               | Voti non validi              | 244                  | 1,61               | 627     | 3,31    |                          |        |       |       |
| Schede nulle                  | Schede nulle                 | 46                   | 0,30               | 108     | 0,57    |                          |        |       |       |
| Votanti                       | Votanti                      | 15 123               | 52,74              | 18 937  | 66,04   |                          |        |       |       |
| Elettori                      | Elettori                     | 28 677               |                    | 28 677  |         |                          |        |       |       |
|                               |                              |                      |                    |         |         |                          |        |       |       |
| Fonte: Ministero dell'interno |                              |                      |                    |         |         |                          |        |       |       |

### Formia
| Candidati                              | Candidati                  | II turno             | II turno         | I turno | I turno | Liste               | Voti   | %     | Seggi |
| Candidati                              | Candidati                  | Voti                 | %                | Voti    | %       | Liste               | Voti   | %     | Seggi |
| -------------------------------------- | -------------------------- | -------------------- | ---------------- | ------- | ------- | ------------------- | ------ | ----- | ----- |
|                                        | Gianluca Taddeo ✔️ Sindaco | 7 498                | 50,13            | 7 507   | 36,62   | Taddeo per Formia   | 2 692  | 13,63 | 6     |
| Forza Italia                           | Gianluca Taddeo ✔️ Sindaco | 7 498                | 50,13            | 7 507   | 36,62   | 1 990               | 10,08  | 4     |       |
| Fratelli d'Italia                      | Gianluca Taddeo ✔️ Sindaco | 7 498                | 50,13            | 7 507   | 36,62   | 1 534               | 7,77   | 3     |       |
| Periferie al centro                    | Gianluca Taddeo ✔️ Sindaco | 7 498                | 50,13            | 7 507   | 36,62   | 712                 | 3,61   | 1     |       |
| Formia vinci                           | Gianluca Taddeo ✔️ Sindaco | 7 498                | 50,13            | 7 507   | 36,62   | 528                 | 2,67   | 1     |       |
| Anima popolare per una Formia migliore | Gianluca Taddeo ✔️ Sindaco | 7 498                | 50,13            | 7 507   | 36,62   | 230                 | 1,16   | –     |       |
|                                        | Amato La Mura              | 7 460                | 49,87            | 5 627   | 27,45   | Prima Formia        | 2 856  | 14,46 | 3     |
| Formiamo il futuro                     | Amato La Mura              | 7 460                | 49,87            | 5 627   | 27,45   | 1 372               | 6,95   | 1     |       |
| Guardare oltre                         | Amato La Mura              | 7 460                | 49,87            | 5 627   | 27,45   | 887                 | 4,49   | 1     |       |
| Resurgo                                | Amato La Mura              | 7 460                | 49,87            | 5 627   | 27,45   | 869                 | 4,40   | –     |       |
| Seggio di coalizione                   | Seggio di coalizione       | Seggio di coalizione | 49,87            | 5 627   | 27,45   | 1                   |        |       |       |
|                                        | Luca Magliozzi             | Luca Magliozzi       | Luca Magliozzi   | 3 437   | 16,77   | Partito Democratico | 1 866  | 9,45  | 1     |
| Forum Formia futura - Uniti a sinistra | Luca Magliozzi             | Luca Magliozzi       | Luca Magliozzi   | 3 437   | 16,77   | 714                 | 3,62   | –     |       |
| Democrazia Solidale                    | Luca Magliozzi             | Luca Magliozzi       | Luca Magliozzi   | 3 437   | 16,77   | 378                 | 1,91   | –     |       |
| Seggio di coalizione                   | Seggio di coalizione       | Seggio di coalizione | Luca Magliozzi   | 3 437   | 16,77   | 1                   |        |       |       |
|                                        | Paola Villa                | Paola Villa          | Paola Villa      | 2 131   | 10,39   | Un'altra città      | 954    | 4,83  | –     |
| Movimento 5 Stelle                     | Paola Villa                | Paola Villa          | Paola Villa      | 2 131   | 10,39   | 529                 | 2,68   | –     |       |
| Io resisto per Formia                  | Paola Villa                | Paola Villa          | Paola Villa      | 2 131   | 10,39   | 253                 | 1,28   | –     |       |
| Seggio di coalizione                   | Seggio di coalizione       | Seggio di coalizione | Paola Villa      | 2 131   | 10,39   | 1                   |        |       |       |
|                                        | Gianfranco Conte           | Gianfranco Conte     | Gianfranco Conte | 1 799   | 8,78    | Formia con te (A)   | 751    | 3,80  | –     |
| Nuova Area (B)                         | Gianfranco Conte           | Gianfranco Conte     | Gianfranco Conte | 1 799   | 8,78    | 424                 | 2,15   | –     |       |
| Progetto Democratico Formia 4.0 (C)    | Gianfranco Conte           | Gianfranco Conte     | Gianfranco Conte | 1 799   | 8,78    | 210                 | 1,06   | –     |       |
| Seggio di coalizione                   | Seggio di coalizione       | Seggio di coalizione | Gianfranco Conte | 1 799   | 8,78    | 1                   |        |       |       |
| Totale                                 | Totale                     | 14 958               | 100              | 20 501  | 100     |                     | 19 749 | 100   | 24    |
|                                        |                            |                      |                  |         |         |                     |        |       |       |
| Voti non validi                        | Voti non validi            | 669                  | 4,28             | 544     | 2,58    |                     |        |       |       |
| Schede nulle                           | Schede nulle               | 135                  | 0,86             | 106     | 0,50    |                     |        |       |       |
| Votanti                                | Votanti                    | 15 627               | 47,18            | 21 045  | 63,53   |                     |        |       |       |
| Elettori                               | Elettori                   | 33 125               |                  | 33 125  |         |                     |        |       |       |
|                                        |                            |                      |                  |         |         |                     |        |       |       |
| Fonte: Ministero dell'interno          |                            |                      |                  |         |         |                     |        |       |       |

1. ↑  Include candidati della Lega per Salvini Premier

### Minturno
|                               | Gerardo Stefanelli ✔️ Sindaco | 7 747                | 60,68 | Città futura             | 2 077  | 16,96 | 3  |  |  |
| Minturno 2030                 | Gerardo Stefanelli ✔️ Sindaco | 7 747                | 60,68 | 1 813                    | 14,80  | 3     |    |  |  |
| Idee e legalità               | Gerardo Stefanelli ✔️ Sindaco | 7 747                | 60,68 | 1 647                    | 13,45  | 2     |    |  |  |
| Partito Democratico           | Gerardo Stefanelli ✔️ Sindaco | 7 747                | 60,68 | 1 288                    | 10,52  | 2     |    |  |  |
| Insieme per Minturno          | Gerardo Stefanelli ✔️ Sindaco | 7 747                | 60,68 | 1 183                    | 9,66   | 1     |    |  |  |
|                               | Giuseppe D'Amici              | 3 154                | 24,70 | Fratelli d'Italia        | 1 266  | 10,34 | 1  |  |  |
| Minturno domani               | Giuseppe D'Amici              | 3 154                | 24,70 | 676                      | 5,52   | 1     |    |  |  |
| D'Amici sindaco               | Giuseppe D'Amici              | 3 154                | 24,70 | 392                      | 3,20   | –     |    |  |  |
| Minturno libera               | Giuseppe D'Amici              | 3 154                | 24,70 | 318                      | 2,60   | –     |    |  |  |
| Seggio di coalizione          | Seggio di coalizione          | Seggio di coalizione | 24,70 | 1                        |        |       |    |  |  |
|                               | Massimo Moni                  | 1 867                | 14,62 | Lega per Salvini Premier | 1 259  | 10,28 | 1  |  |  |
| Lista Galasso                 | Massimo Moni                  | 1 867                | 14,62 | 330                      | 2,69   | –     |    |  |  |
| Seggio di coalizione          | Seggio di coalizione          | Seggio di coalizione | 14,62 | 1                        |        |       |    |  |  |
| Totale                        | Totale                        | 12 768               | 100   |                          | 12 249 | 100   | 16 |  |  |
|                               |                               |                      |       |                          |        |       |    |  |  |
| Schede bianche                | Schede bianche                | 44                   | 0,34  |                          |        |       |    |  |  |
| Schede nulle                  | Schede nulle                  | 245                  | 1,88  |                          |        |       |    |  |  |
| Votanti                       | Votanti                       | 13 057               | 64,84 |                          |        |       |    |  |  |
| Elettori                      | Elettori                      | 20 138               |       |                          |        |       |    |  |  |
|                               |                               |                      |       |                          |        |       |    |  |  |
| Fonte: Ministero dell'interno |                               |                      |       |                          |        |       |    |  |  |

### Sezze
| Candidati                     | Candidati                | II turno             | II turno          | I turno | I turno | Liste             | Voti   | %     | Seggi |
| Candidati                     | Candidati                | Voti                 | %                 | Voti    | %       | Liste             | Voti   | %     | Seggi |
| ----------------------------- | ------------------------ | -------------------- | ----------------- | ------- | ------- | ----------------- | ------ | ----- | ----- |
|                               | Lidano Lucidi ✔️ Sindaco | 6 655                | 69,79             | 4 587   | 39,43   | Identità setina   | 1 913  | 17,18 | 5     |
| Lucidi sindaco                | Lidano Lucidi ✔️ Sindaco | 6 655                | 69,79             | 4 587   | 39,43   | 1 452             | 13,04  | 4     |       |
| Progetto Sezze 2000           | Lidano Lucidi ✔️ Sindaco | 6 655                | 69,79             | 4 587   | 39,43   | 714               | 6,41   | 1     |       |
|                               | Sergio Di Raimo          | 2 881                | 30,21             | 3 754   | 32,27   | Sezze futura      | 1 563  | 14,03 | 2     |
| Partito Democratico           | Sergio Di Raimo          | 2 881                | 30,21             | 3 754   | 32,27   | 1 162             | 10,43  | 1     |       |
| Di Raimo sindaco              | Sergio Di Raimo          | 2 881                | 30,21             | 3 754   | 32,27   | 673               | 6,04   | –     |       |
| Sezze protagonista            | Sergio Di Raimo          | 2 881                | 30,21             | 3 754   | 32,27   | 355               | 3,19   | –     |       |
| Per Sezze                     | Sergio Di Raimo          | 2 881                | 30,21             | 3 754   | 32,27   | 353               | 3,17   | –     |       |
| Seggio di coalizione          | Seggio di coalizione     | Seggio di coalizione | 30,21             | 3 754   | 32,27   | 1                 |        |       |       |
|                               | Serafino Di Palma        | Serafino Di Palma    | Serafino Di Palma | 2 368   | 20,35   | Fratelli d'Italia | 882    | 7,92  | 1     |
| Impronta setina               | Serafino Di Palma        | Serafino Di Palma    | Serafino Di Palma | 2 368   | 20,35   | 690               | 6,20   | –     |       |
| Lega per Salvini Premier      | Serafino Di Palma        | Serafino Di Palma    | Serafino Di Palma | 2 368   | 20,35   | 445               | 4,00   | –     |       |
| Sezze cambia                  | Serafino Di Palma        | Serafino Di Palma    | Serafino Di Palma | 2 368   | 20,35   | 231               | 2,07   | –     |       |
| Seggio di coalizione          | Seggio di coalizione     | Seggio di coalizione | Serafino Di Palma | 2 368   | 20,35   | 1                 |        |       |       |
|                               | Rita Palombi             | Rita Palombi         | Rita Palombi      | 925     | 7,95    | Sezze Bene comune | 705    | 6,33  | –     |
| Totale                        | Totale                   | 9 536                | 100               | 11 634  | 100     |                   | 11 138 | 100   | 16    |
|                               |                          |                      |                   |         |         |                   |        |       |       |
| Schede bianche                | Schede bianche           | 34                   | 0,35              | 75      | 0,62    |                   |        |       |       |
| Schede nulle                  | Schede nulle             | 188                  | 1,93              | 422     | 3,48    |                   |        |       |       |
| Votanti                       | Votanti                  | 9 754                | 49,68             | 12 131  | 61,79   |                   |        |       |       |
| Elettori                      | Elettori                 | 19 634               |                   | 19 634  |         |                   |        |       |       |
|                               |                          |                      |                   |         |         |                   |        |       |       |
| Fonte: Ministero dell'interno |                          |                      |                   |         |         |                   |        |       |       |